# Бичков Олексій Сергійович
Олексі́й Сергі́йович Бичко́в (нар. 24 серпня 1967, Київ) — український вчений у галузі аналізу інформації й прийняття рішень. Доктор технічних наук (2018), професор Київського національного університету імені Тараса Шевченка (2017).

## Життєпис
1989 року закінчив факультет кібернетики Київського національного університету імені Тараса Шевченка.
З 1986 року працює в Київському національному університеті, лаборант, молодший науковий співробітник, науковий співробітник, доцент факультету кібернентики.
З 2013 року — заступник декана факультету інформаційних технологій, з 2014 — завідувач кафедри програмних систем і технологій, факультет інформаційних технологій, Київський національний університет імені Тараса Шевченка.
Кандидатська дисертація «Побудова оптимальних якісних характеристик стохастичних диференціальних рівнянь нейтрального типу».
2018 — доктор технічних наук, за темою «Інформаційні технології аналізу та синтезу неперервно-дискретних інформаційних систем і процесів на основі нечітких гібридних автоматів».

## Науковий доробок
Автор 3 монографій, 9 навчальних посібників, більш як 60 наукових робіт.